# Daugavgrīva

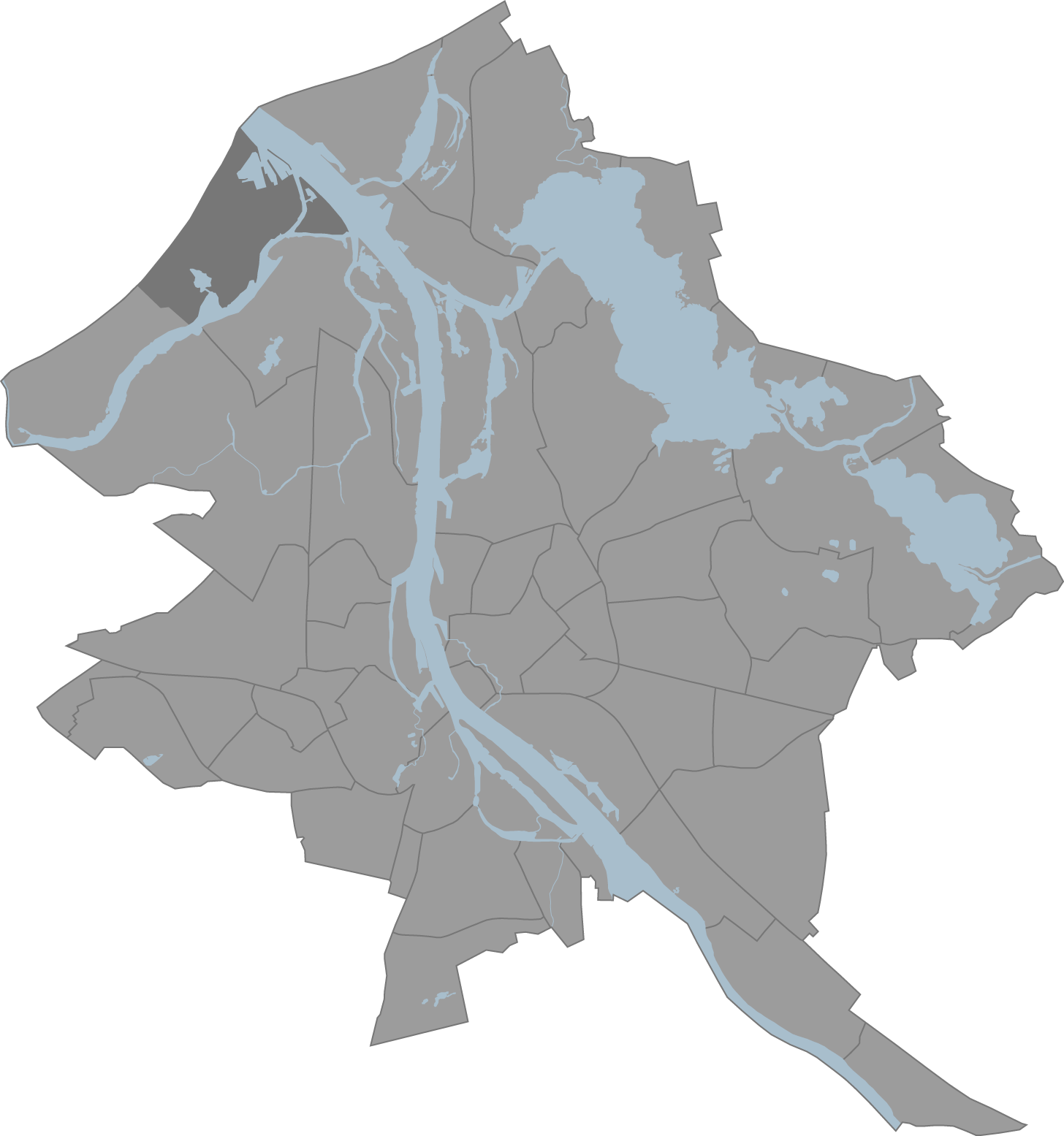
Lage von Daugavgrīva in Riga

Daugavgrīva (deutsch: Dünamünde) ist ein Stadtteil der lettischen Hauptstadt Riga. Auf 10,147 km² Fläche leben 9.952 Einwohner (2008). Laut Volkszählung 2011 ist Daugavgriva jener Stadtteil von Riga, der den niedrigsten Anteil an ethnischen Letten (22,6 %) und den höchsten Anteil an Russen (56,9 %) aufweist. Der Rest der Bevölkerung verteilt sich vor allem auf Weißrussen (6,5 %) und Ukrainer (6,3 %). Die Gesamtbevölkerung belief sich 2011 auf 9.015 Einwohner.

## Ortslage
Daugavgrīva liegt im Nordwesten des Stadtgebietes im Bezirk Kurzemes rajons am linken Ufer der Düna, die dort in die Ostsee mündet. Die Nachbarstadtteile sind Rītabuļļi, Bolderāja, Vecmīlgrāvis und Mangaļsala, wobei nur zu Rītabuļļi eine Landgrenze besteht.

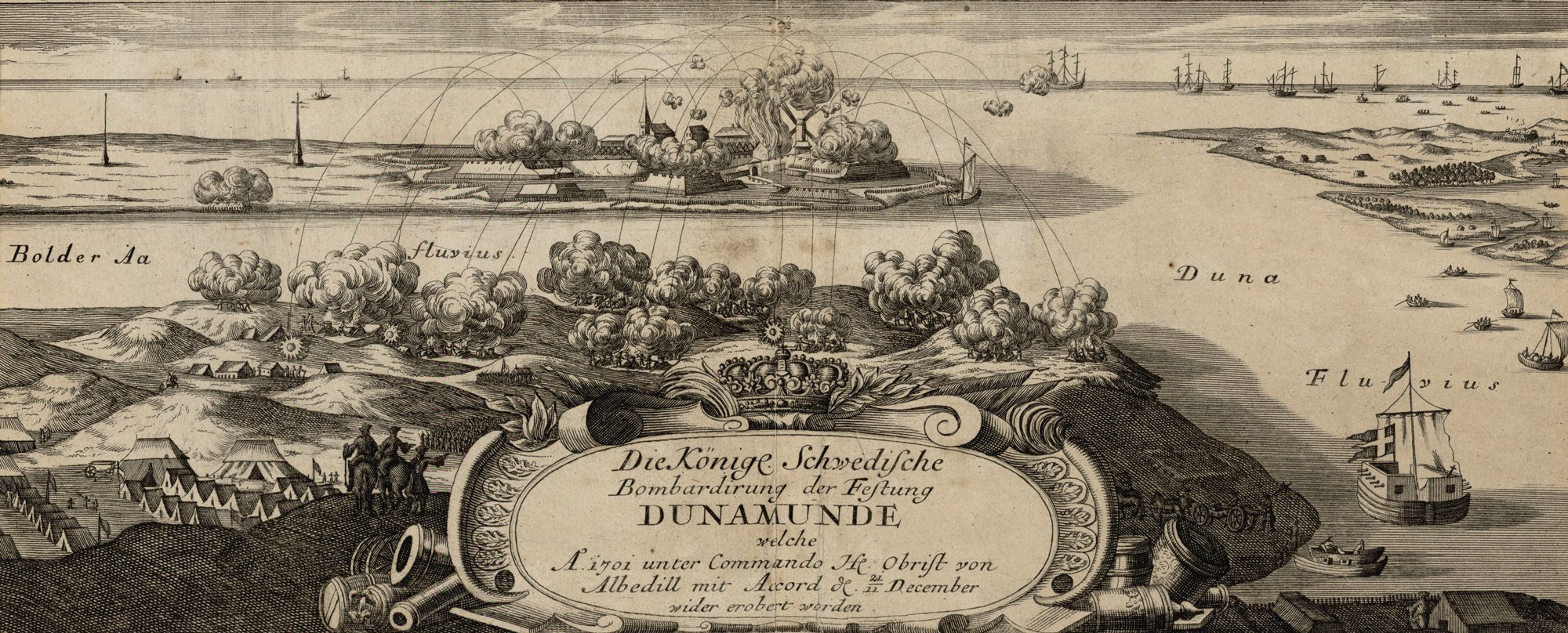
Bombardierung der Festung Dünamünde durch königlich-schwedische Truppen im Jahr 1701

## Geschichte
Albert von Buxthoeven stiftete im Jahr 1205 das Zisterzienserkloster Dünamünde. 1305 wurde das Kloster an den Deutschen Orden verkauft, dessen livländischer Zweig dort die Burg Dünamünde errichteten ließ, um die politische und wirtschaftliche Kontrolle über die Hansestadt Riga zu erlangen.
Im Livländischen Krieg beschloss der Landtag der Livländischen Konföderation 1561, sich unter den Schutz des Königreichs Polen und Großfürstentums Litauen zu stellen. Der polnische König Stephan Báthory ließ die Burg wieder instand setzen und durch Erdwälle verstärken.
Im Polnisch-Schwedischer Krieg (1600–1629) landeten am 8. August 1621 schwedische Truppen unter Gustav Adolf bei Dünamünde und konnten am 15. September Riga einnehmen. Während der schwedischen Herrschaft über Livland wurde 1641 an dem der Burg gegenüberliegenden Ufer die Festung Dünamünde erbaut. Im Großen Nordischen Krieg gelang den sächsischen Truppen am 15. März 1700 die Einnahme der Festung. Sie wurde sogleich nach August II, dem König von Polen und Kurfürsten von Sachsen, in Augustusburg umbenannt. Am 11. Dezember 1701 konnten schwedische Truppen die Festung Dünamünde zurückerobern. Durch den Frieden von Nystad fiel Dünamünde 1721, mit ganz Livland, an das Russische Kaiserreich.

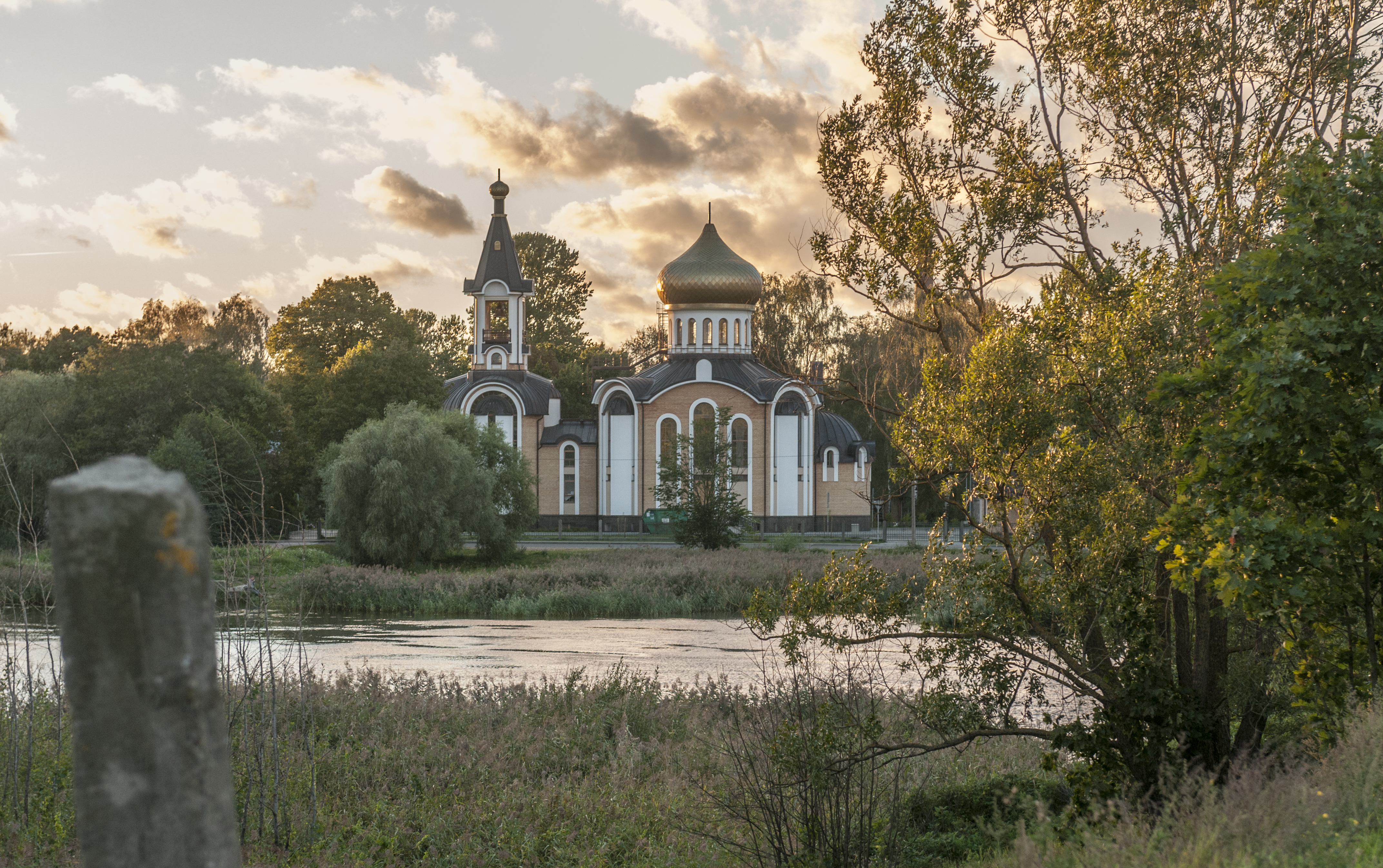
Orthodoxe Kirche Bolderājas Kristus Apskaidrošanas pareizticīgo baznīca

Im Jahre 1812 wurde Dünamünde von napoleonischen Truppen anlässlich des russischen Feldzuges unter dem Herzog MacDonald über einen längeren Zeitraum belagert, konnte aber nicht eingenommen werden. Im 19. Jahrhundert galt Dünamünde als eine der stärksten Seefestungen Europas.
Nach der Unabhängigkeit Lettlands vom Russischen Kaiserreich wurde Daugavgrīva 1924 in die Stadt Riga eingemeindet.
Während des Zweiten Weltkrieges wurden im Rahmen der Aktion Dünamünde 1942 mehrere Tausend Juden und KZ-Insassen von den nationalsozialistischen Besatzern Lettlands ermordet. Der Abtransport der Opfer geschah unter dem Vorwand, dass sie zur Arbeit in eine Konservenfabrik nach Daugavgrīva gebracht würden. Tatsächlich wurden sie im Wald von Biķernieki getötet.

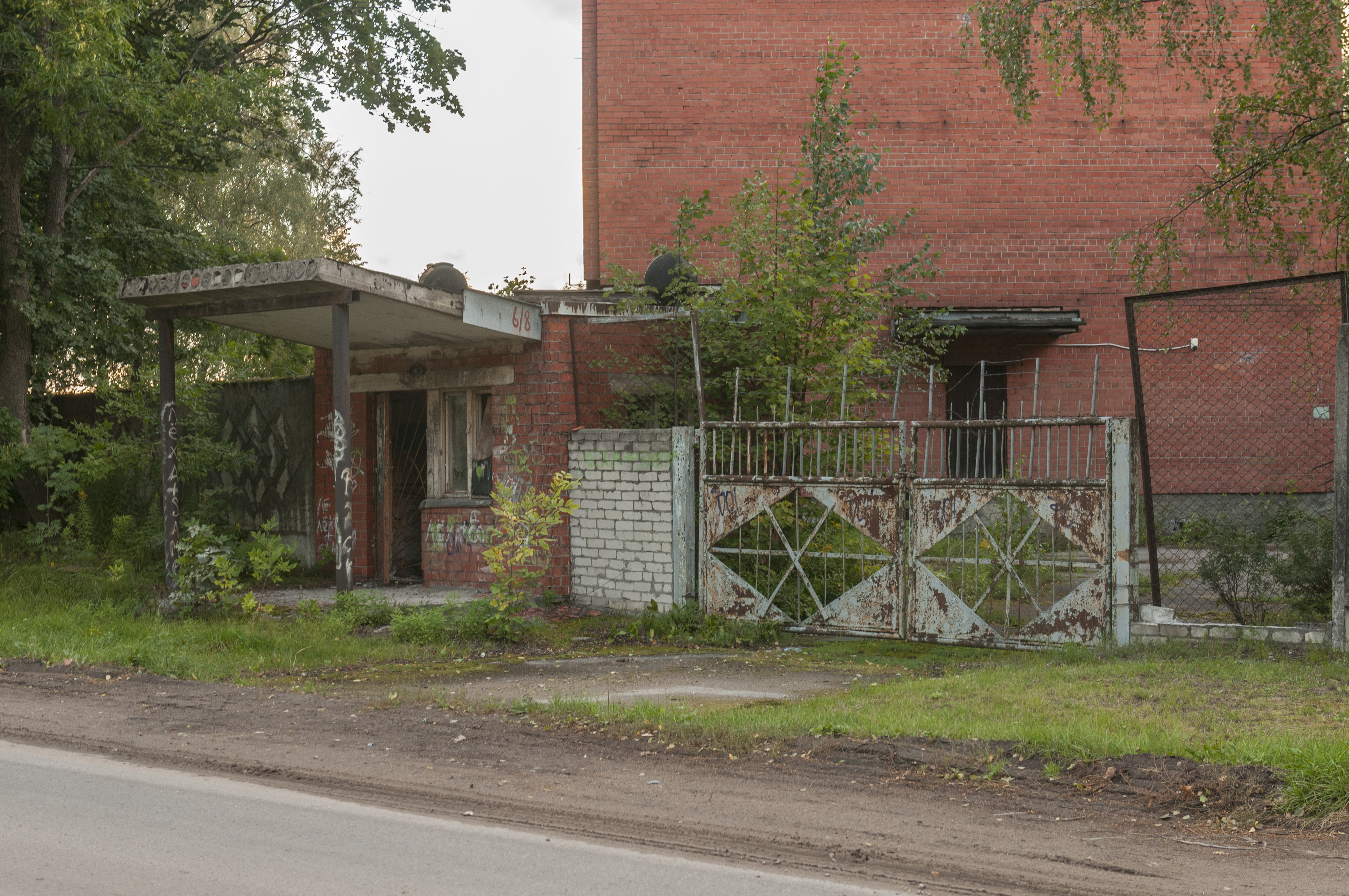
Ehemalige sowjetische Kaserne in Daugavgrīva

Daugavgrīva war zur Zeit der Sowjetunion militärisches Sperrgebiet. Die ehemaligen Kasernenanlagen sind ungenutzt (Stand 2024).
Der Leuchtturm von Daugavgrīva besteht in seiner heutigen Form seit 1957.

## Söhne und Töchter des Ortes
- Hermann Witte (1666–1728), deutschbaltischer evangelischer Geistlicher, Bischof von Åbo.